# Lienardia ecprepes
Lienardia ecprepes is een slakkensoort uit de familie van de Clathurellidae. De wetenschappelijke naam van de soort is voor het eerst geldig gepubliceerd in 1927 door Melvill.